# George Kobajaši
George Kobajaši (japonsko 小林 ジョージ), japonski nogometaš, 29. november 1947.
Za japonsko reprezentanco je odigral tri uradne tekme.